# Pacyfikacja Chłaniowa i Władysławina
Pacyfikacja Chłaniowa i Władysławina – masowy mord na ludności cywilnej oraz grabieże i podpalenia przeprowadzone we wsi Chłaniów oraz przyległych koloniach Chłaniów i Władysławin, w gminie Żółkiewka, w powiecie krasnostawskim województwa lubelskiego przez służący Niemcom Ukraiński Legion Samoobrony. Pacyfikacja miała miejsce w godzinach porannych 23 lipca 1944 roku. Ofiarą zbrodni padło 44 lub 45 Polaków.

## Geneza
Chłaniów był podczas okupacji niemieckiej rejonem działania partyzantki sowieckiej i komunistycznej. We wsi mieściło się powiatowe dowództwo Armii Ludowej oraz od 1944 roku szpital partyzancki. 17 października 1942 roku Niemcy aresztowali we wsi 25 Polaków, z których 16 zostało straconych na Majdanku.
22 lipca 1944 roku wieczorem podczas odwrotu Niemców pod naporem Armii Czerwonej, Chłaniów znalazł się na drodze przejazdu Ukraińskiego Legionu Samoobrony. W tym czasie we wsi znajdowali się partyzanci sowieccy i aelowcy. Ich dowództwo zajmowało kwatery w gospodarstwie rodziny Królów (Gustaw Król ps. „Cygan” był dowódcą miejscowej grupy AL).
Kolumna Legionu prawdopodobnie poruszała się bez należytego rozpoznania i zabezpieczenia. Do wsi wjechał bowiem tylko samochód osobowy z dwoma oficerami niemieckimi, ukraińskim tłumaczem o ps. „Kotio” oraz niemieckim kierowcą. Poszukiwali oni kwater na nocleg dla oddziału. Pododdziały ULS pozostawały w tym czasie w pogotowiu na obrzeżach Chłaniowa. Na głównej drodze, nieopodal miejscowego kościoła, doszło do przypadkowego spotkania samochodu z furmankami, na których znajdowali się ranni sowieccy partyzanci. Wywiązała się chaotyczna wymiana ognia, w wyniku której zginął niemiecki dowódca legionu SS-Hauptsturmführer Siegfried Aßmuß, a szofer został niegroźnie ranny. Drugi oficer niemiecki oraz „Kotio” zdołali zbiec i dołączyć do głównych sił ULS. Ranny kierowca ukrył się w zbożu i następnego dnia rano dołączył do legionistów.
W nocy pododdziały ULS dokonały rozpoznania terenu i otoczyły Chłaniów. Uczyniły to jednak na tyle powoli, że polscy i sowieccy partyzanci oraz większość ludności cywilnej zdołali opuścić wieś. Tymczasem nad ranem ukraiński dowódca Legionu płk Wołodymyr Herasymenko zarządził pacyfikację Chłaniowa w odwecie za zabicie Aßmussa. Według powojennych zeznań jednego z weteranów legionu żołnierze otrzymali rozkaz „zniszczenia wszystkich domów i zabudowań oraz zlikwidowania wszystkich mieszkańców wsi”.

## Przebieg pacyfikacji
23 lipca 1944 roku około godziny 6:00 rano do wsi i kolonii wkroczyli żołnierze ULS. Zabijali napotkanych mieszkańców, a także osoby, które usiłowały uciec. W kilku miejscach podłożono ogień. Mieszkańcy, którzy pozostali w pacyfikowanych miejscowościach, usiłowali ukryć się w stodołach i rowach. Zdarzały się przypadki rabunku mienia, np. Pawłowi Kurdyce zabrano brzytwę i srebrny zegarek, jemu samemu darowano życie.
Podczas pacyfikacji, która trwała ponad godzinę, w Chłaniowie (wsi i kolonii) oraz pobliskim Władysławinie zabito 44 lub 45 osób cywilnych. W gronie ofiar znalazło się pięcioro dzieci. Spalono od 35 do 41 gospodarstw. Większość ofiar została zastrzelona; niektóre osoby miały także rany cięte. Katarzynę Król, matkę „Cygana”, przed śmiercią torturowano łamiąc jej ręce.
Polscy i sowieccy partyzanci nie podjęli próby przyjścia z pomocą mordowanej ludności.
Po zbrodni Legion odjechał w stronę Kraśnika. Na miejsce zabitego Aßmussa Niemcy wyznaczyli nowego dowódcę, SS-Sturmbannführera Ewalda Biegelmayera.

## Upamiętnienie i ściganie zbrodni
Ofiary pacyfikacji pogrzebano na cmentarzu w Chłaniowie.
W 1946 roku Prezydium KRN „za pomoc udzielaną oddziałom partyzanckim w czasie okupacji” odznaczyło Chłaniów Krzyżem Grunwaldu III klasy. 14 września 1969 roku na miejscu zbrodni odsłonięto pomnik.
W 2013 roku dziennikarze agencji Associated Press odnaleźli w USA Michaela Karkoca (Mychajła Karkocia), który był dowódcą sotni w ULS i który według nich dowodził pacyfikacją Chłaniowa i Władysławina. Prokurator Centralnego Urzędu Ścigania Zbrodni Nazistowskich w Ludwigsburgu zapowiedział przekazanie sprawy do odpowiedniej prokuratury.
W marcu 2017 roku na wniosek prokuratora Oddziałowej Komisji Ścigania Zbrodni przeciwko Narodowi Polskiemu IPN Sąd Rejonowy Lublin-Zachód wydał nakaz aresztowania Michaela Karkoca. Pion śledczy IPN zapowiedział wystąpienie do USA z wnioskiem o ekstradycję podejrzanego. Karkoc zmarł w USA 14 grudnia 2019 roku.